# Malîi Doroșiv, Jovkva
Malîi Doroșiv (în ucraineană Малий Дорошів) este un sat în așezarea urbană Kulîkiv din raionul Jovkva, regiunea Liov, Ucraina.

## Demografie
Componența lingvistică a localității Malîi Doroșiv
     Ucraineană (100%)
Conform recensământului din 2001, toată populația localității Malîi Doroșiv era vorbitoare de ucraineană (100%).